# نیمف‌ها و ساتیر
نیمف‌ها و ساتیر (فرانسوی: Nymphes et un satyre‎) یک نقاشی رنگ روغن بر روی بوم کرباس از ویلیام-آدولف بوگرو نقاش رئالیسم و آکادمیک فرانسه می‌باشد که در سال ۱۸۷۳ طرح گردید
نیمف‌ها و ساتیر در سال ۱۸۷۳ در پاریس به نمایش گذاشته شد که به‌طور دقیق مصادف است با یک سال قبل از اولین نمایشگاه امپرسیونیست‌ها در همان مکان. این نقاشی توسط یک کلکسیونر هنر آمریکایی به نام جان وولف خریداری گردید و در عمارت وی برای سال‌های طولانی در کنار بسیاری از آثار دیگر سبک نقاشی آکادمیک فرانسه نمایش داده شد. نقاشی نیمف‌ها و ساتیر در حراج سال ۱۸۸۸ فروخته شد. پس از آن؛ نقاشی، در قسمت بار هوفمان هوس هتل نیویورک تا سال ۱۹۰۱ به نمایش گذاشته شد و سپس برای حفظ و نگهداری اثر از تخریب، از مالک آن خریداری و در یک انبار آثار هنری جداگانه قرار داده شد. رابرت استرلینگ کلارک این قطعهٔ پنهان شده را در سال ۱۹۴۲ کشف کرد. نیمف‌ها و ساتیر در حال حاضر در مؤسسه هنری کلارک واقع در ویلیامزتاون، ماساچوست در معرض نمایش قرار دارد.